# Ralf Teckentrup

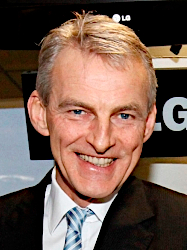
Ralf Teckentrup (2011)

Ralf Teckentrup (* 11. November 1957 in Beckum) ist ein deutscher Wirtschaftsingenieur. Von 2004 bis 2023 war er Vorstandsvorsitzender der Fluggesellschaft Condor Flugdienst.

## Leben
Teckentrup studierte an der Universität Hamburg Wirtschaftsingenieurwesen und schloss den Studiengang mit Diplom ab. Ab 1986 war Ralf Teckentrup tätig für die Deutschen Lufthansa. Ende 2003 wurde er vom damaligen Aufsichtsratsvorsitzenden der Lufthansa Jürgen Weber zur in wirtschaftlichen Schwierigkeiten befindlichen Condor Flugdienst GmbH entsandt, die er ab 2004 leitete und die er mehrfach vor dem Konkurs bewahrte – zuletzt 2019 beim Konkurs der damaligen Muttergesellschaft Thomas Cook. Er war zudem von 2007 bis 2023 Präsident des Bundesverbandes der Deutschen Fluggesellschaften (BDF) – damit auch Beiratsmitglied der Deutschen Flugsicherung – und wurde anschließend zu dessen Ehrenpräsident ernannt.

## Privates
Des Weiteren ist Ralf Teckentrup verheiratet und Vater zweier Kinder.